# Bristol 403
Bristol 403 — британський спортивний автомобіль компанії Bristol Aircraft Company 1953–1955 років, що базувався на моделі Bristol 401. Остання модель компанії Bristol з подвійною решіткою радіатора типу компанії BMW.
Головною відмінністю авто був 6-циліндровий мотор Типу 100А потужністю 100 к.с., що дозволяло розвивати максимальну швидкість 160 км/год. Також було застосовано потужніші гальма діаметром 28 см. Були усунуті недоліки передньої підвіски.